# مونته‌پراندونه
مونته‌پراندونه (به ایتالیایی: Monteprandone) یک کومونه در ایتالیا است که در استان اسکولی پیچنو واقع شده‌است. مونته‌پراندونه ۲۶٫۴ کیلومتر مربع مساحت و ۱۰٬۸۵۶ نفر جمعیت دارد و ۲۸۰ متر بالاتر از سطح دریا واقع شده‌است.

## خواهرخوانده
شهر کاستیلیونه دله استیویره خواهرخواندهٔ مونته‌پراندونه هست.